# Toxodera maculata
Toxodera maculata är en bönsyrseart som beskrevs av Max Beier 1913. Toxodera maculata ingår i släktet Toxodera och familjen Toxoderidae. Inga underarter finns listade i Catalogue of Life.